# Wesselin Marinow

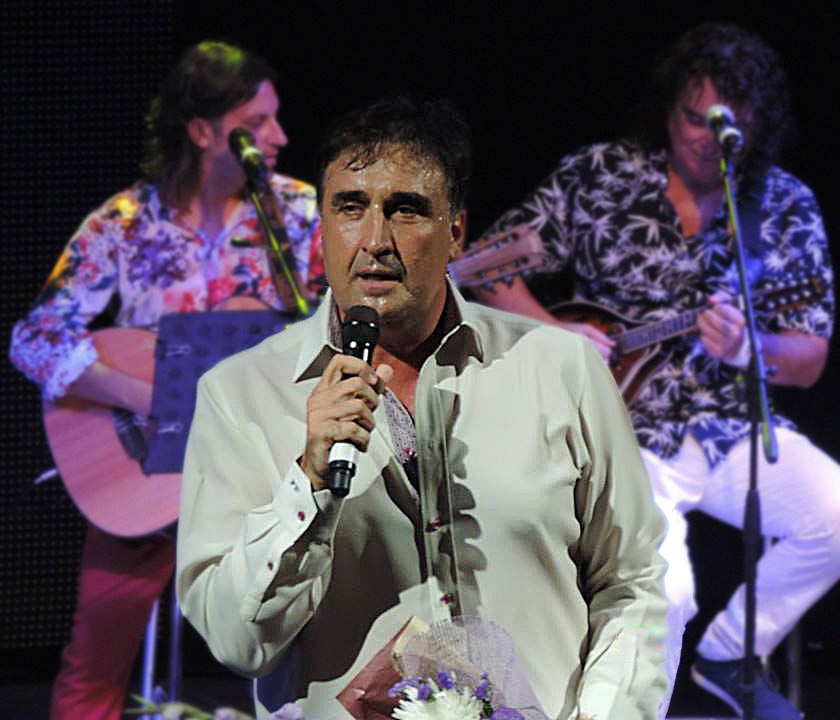
Wesselin Marinow, 2017

Wesselin Marinow (bulgarisch: Веселин Маринов; * 4. August 1961 in Polski Trambesch, Oblast Weliko Tarnowo) ist ein bulgarischer Pop- und Estrada-Sänger.

## Leben
Marinows Eltern waren Stefan und Yordanka Marinowa. Er absolvierte die Musik-Fakultät der Nationalen Musikakademie „Prof. Pantscho Wladigerow“ in der Klasse von Petar Dimitrow.
Wesselin Marinow war ein Sänger der bulgarischen Rock-Gruppe Impuls. 1987 wurde das erste Album herausgegeben.
Marinow hat eine Tochter.

## Karriere

### Frühe Anfänge
Wesselin Marinow begann sich bereits in der siebten Klasse mit Musik zu beschäftigen. Er fing an, in einer Schulband zu spielen und zu singen. Während seines obligatorischen Militärdienstes wurde Wesselin Marinow klar, dass Musik seine Bestimmung ist, und er bewarb sich an der Nationalen Musikakademie in Bulgarien. 1981, zu Beginn seines Studiums, wurde er eingeladen, Leadsänger der bulgarischen Rockband Impuls zu werden. Sein erstes Bühnenauftritt hatte er am 2. Dezember 1982 in Vidin, Bulgarien. Die Band produzierte Progressive Rock, und ihr erstes Lied mit Marinow als Sänger war Midnight Music. Das erste Lied, das Marinow selbst komponierte, war You Came. 1983 schloss er das Pop-Musik-Studium an der Bulgarischen Musikakademie in der Klasse von Petar Dimitrov ab. 1984 unterzog sich Marinow zwei Operationen an den Stimmbändern und verließ Impuls.

### Solo-Karriere
1987 erschien sein erstes Soloalbum „From Love“. Nach der Veröffentlichung seines zweiten Albums („About Love“ – 1990) zog Wesselin Marinow aufgrund finanzieller Probleme und sehr niedriger Verkaufszahlen nach Deutschland. Er arbeitete dort vier Jahre und veröffentlichte zwei Alben. 1994 kehrte Marinow wegen einer Zahnentzündung nach Bulgarien zurück. Nach der Operation begann er mit den führenden Autoren in Bulgarien, Toncho Rusev und Evtim Evtimov, zusammenzuarbeiten, und nahm drei seiner bekanntesten Lieder auf – „Du bist die Liebe“ (bulg. „Ти си любовта“), „Bitterer Wein“ (bulg. „Горчиво вино“) und „Für dich, Bulgarien“ (bulg. „За теб, Българийо“). Diese Lieder brachten ihm großen Erfolg und machten ihn zu einem der beliebtesten und populärsten Namen der bulgarischen Popmusik. Die folgenden Alben – „Bitter Wine“ (1995) und „Wine and Love“ (1999) – zählen zu den meistverkauften in Bulgarien seit 1989. Wesselin Marinow veröffentlicht seit 1998 fast jedes Jahr ein neues Album.

### Weihnachten
Wesselin Marinow ist der einzige Künstler in Bulgarien, der zwei Soloalben mit eigenen Weihnachtsliedern veröffentlicht hat – Christmas Dream (Коледен сън) – 2003 und The Most Expensive Gift in the World (Най-скъпият подарък на света) – 2010. Jeden Dezember gibt er mit seinen Weihnachtsliedern Konzerttourneen in den größten Städten Bulgariens.

## Diskografie (Auswahl)
- 1992 – Liebes Lieder (Vicona, Chako music)
- 1993 – Die Sprache der Tränen (Gema)